# 나미에정

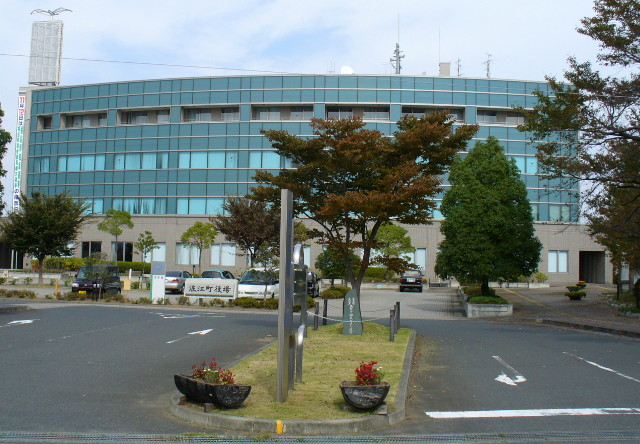
나미에정사무소

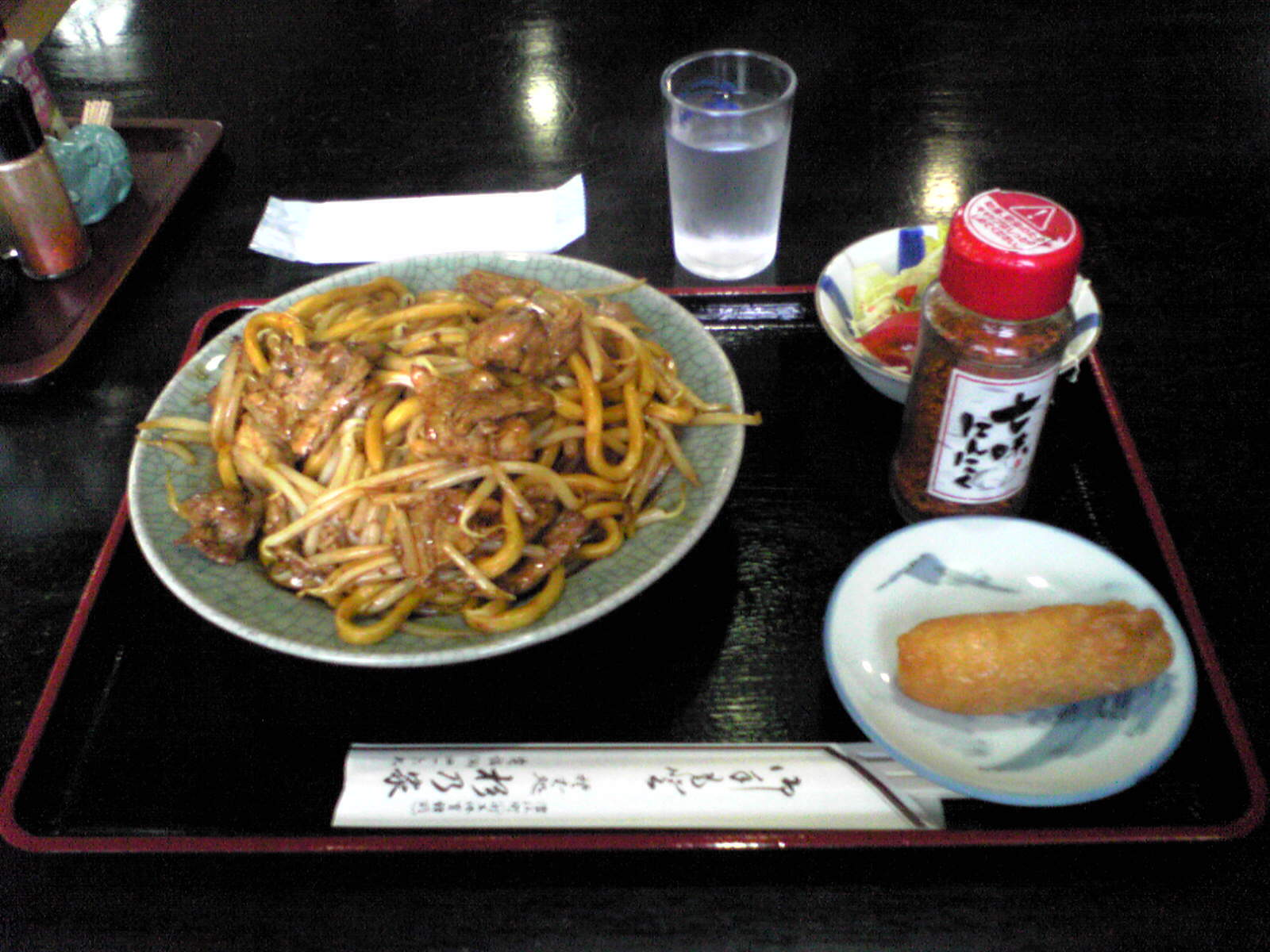
나미에 야키소바

나미에정(일본어: 浪江町 나미에마치[*])은 일본 후쿠시마현 하마도리에 있는 후타바군의 정이다. 동부의 우케도항은 현내 최동단 지점에 해당한다. 2011년 3월 후쿠시마 제1 원자력 발전소 사고로 인하여 출입이 금지되었었다. 이후 2019년 3월 31일 일부 지역에서 대피 지시는 해제되었으나, 2020년 2월까지 '귀환곤란지역'이 대부분을 차지하면서 동네 거주 인구는 사고 전보다 대폭 감소하였고 현재 약 1,100여 명이 거주하고 있다.

## 개요
우케도강 유역이고 해안은 태평양을 마주하고 있다. 국도 114호선은 강을 따라 내륙으로 연결되며 국도 399호선과 국도 459호선으로 나뉜다. 교통의 주요 동맥은 국도 6호선과 태평양 연안을 따라 이어지는 JR 조반선이며, 국도 114호선이 국도 6호선과 연결되는 해안 근처에 정사무소가 위치해 있다.

## 지리
우케도강 유역을 주된 범위로 하고 연안부는 태평양과 접한다. 우케도강을 따라서 국도 114호선이 내륙과 연결되고 도중에 국도 399호선과 국도 459호선이 분기한다. 정의 대동맥은 태평양을 따라서 달리는 국도 6호선과 조반선으로 정사무소도 국도 114호선과 국도 6호선이 만나는 연안 부근에 있다.

## 역사
시설 유치의 역사
태평양 전쟁 후인 1955년에 인구가 약 28,000명이었던 나미에정이 과소와 재정난에 시달려 타개가 필요했다. 1960년 무렵 후쿠시마현이 원자력 발전소를 유치하기로 하면서 나미에정이 후보지가 되었다. 최종적으로는 같은 하마도리의 후타바정과 오쿠마정에 걸친 지역으로 결정되어, 후쿠시마 제1 원자력 발전소(도쿄 전력)가 개소한다. 그때까지 농사를 지을 수 없는 겨울에는 타관에 나섰던 오쿠마촌·후타바정 등 후쿠시마 해안 지대의 주민들은 원자력 발전 관련 산업으로 일년 내내 현지에서 일할 수 있게 되었기 때문에 안정적인 일자리와 상당한 보조금을 갖춘 "복의 신"으로 여겨졌다.
때마침 1969년에 발족을 앞두고 있던 우주 개발 사업단이 로켓 발사장 후보지를 물색하자 나미에정 측에서 유치를 희망했지만, 원자력 발전소 근교에 발사장을 건설하는 것은 위험하다고 판단되어 이 구상은 무산되었다.
로켓 발사장 유치가 무산된 다음 어린이 마을 구상 참여를 목표로 했지만 이 역시 좌절됐다. 그러나 후쿠시마 제1 원자력 발전소 건설의 경제적 파급 효과는 나미에정(浪江町)에도 미치면서 1970년에 약 21,000명으로 바닥을 쳤던 인구는 1970년대 말에는 23,000명으로 회복되었고, 원전 직원을 위한 숙박시설, 바, 스넥 등이 세워졌다.
이후에도 나미에정은 유치할 수 있는 시설을 물색하고 있었는데, 도호쿠 전력이 나미에정과 고타카정(미나미소마시 고타카구)에 걸친 지역에 원자력 발전소 유치를 제안하였다. 당시 도호쿠 전력은 미야기현에서 오나가와 원자력 발전소의 건설 계획도 진행하고 있었기에 「오나가와정에 원자력 발전과 이에 따르는 교부금과 고용 등을 빼앗길 수 있다」라는 위기감에 나미에정의회는 찬성했고, 당시에는 공해에 대한 비판적인 여론이 싹트기 시작한 시기이기도 하여 현지의 자민당 지지층은 분열했다. 자민당의 원자력 발전 유치 반대파는 다른 당과 결합하지 않고 오랫동안 반대 운동을 계속하게 되었다. 1982년의 잡지 대담에서 제시된 개요도에서는 원자로는 4기로 되어 있었다.(훗날 나미에·오다카 원자력 발전소 계획. 이것은 동일본 대지진 이후 2013년에 중지가 발표되었다.) 상술한 숙박시설, 나미에정에 의한 수도 등의 사회자본 투자는 원자력 발전소 건설을 예측한 선행 투자이기도 했기 때문에 1980년대 말 시점에서 17명까지 줄어들었다.
센고쿠 시대 후반에서 보신 전쟁 종결까지 소마 가문의 통치하에 놓였다. 소마 가문이 다스리는 나카무라번에서는 오호리 도자기가 특산품으로 떠올랐다. 이러한 역사적 경위로 2000년대 후반에는 "도자기"에서 연상한 "야키소바"를 특산품으로 발전시켰다.
- 1889년 4월 1일 - 시네하군 나미에촌이 탄생하였다.
- 1896년 4월 1일 - 시네하군에서 후타바군 소속이 되었다.
- 1900년 3월 1일 - 나미에촌이 정으로 승격해 나미에정이 되었다.
- 1953년 10월 10일 - 나미에정 및 우케도촌, 기요하시촌 등 3개 정·촌이 합병하여 나미에정이 새롭게 설치되었다.
- 1956년 5월 1일 - 나미에정 및 오보리촌, 가리노촌, 쓰시마촌 등 4개 정·촌이 합병하여 나미에정이 새롭게 설치되었다.
- 2017년 7월 2일 - 피난 지시가 일부 구역만 해제되었다.

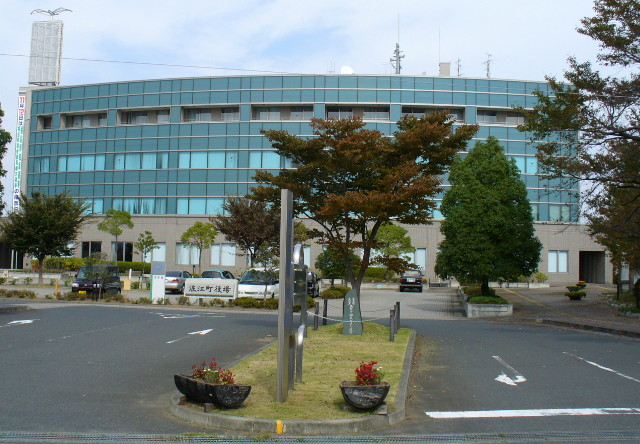
나미에정 사무소

## 인구
| 연도 | 인구   | ±%     |
| ---- | ------ | ------ |
| 1960 | 25,234 | —      |
| 1970 | 21,375 | −15.3% |
| 1980 | 22,601 | +5.7%  |
| 1990 | 23,515 | +4.0%  |
| 2000 | 22,609 | −3.9%  |
| 2010 | 20,905 | −7.5%  |

## 기후
| 나미에정의 기후                                              | 나미에정의 기후 | 나미에정의 기후 | 나미에정의 기후 | 나미에정의 기후 | 나미에정의 기후 | 나미에정의 기후 | 나미에정의 기후 | 나미에정의 기후 | 나미에정의 기후 | 나미에정의 기후 | 나미에정의 기후 | 나미에정의 기후 | 나미에정의 기후 |
| 월                                                           | 1월             | 2월             | 3월             | 4월             | 5월             | 6월             | 7월             | 8월             | 9월             | 10월            | 11월            | 12월            | 연간            |
| ------------------------------------------------------------ | --------------- | --------------- | --------------- | --------------- | --------------- | --------------- | --------------- | --------------- | --------------- | --------------- | --------------- | --------------- | --------------- |
| 역대 최고 기온 °C (°F)                                       | 18.6 (65.5)     | 22.2 (72.0)     | 25.0 (77.0)     | 32.0 (89.6)     | 33.5 (92.3)     | 35.7 (96.3)     | 36.9 (98.4)     | 37.9 (100.2)    | 36.2 (97.2)     | 31.6 (88.9)     | 25.8 (78.4)     | 21.6 (70.9)     | 37.9 (100.2)    |
| 일평균 최고 기온 °C (°F)                                     | 7.4 (45.3)      | 8.0 (46.4)      | 11.1 (52.0)     | 16.2 (61.2)     | 20.9 (69.6)     | 23.3 (73.9)     | 26.9 (80.4)     | 28.5 (83.3)     | 25.2 (77.4)     | 20.3 (68.5)     | 15.4 (59.7)     | 10.1 (50.2)     | 17.8 (64.0)     |
| 일일 평균 기온 °C (°F)                                       | 2.2 (36.0)      | 2.7 (36.9)      | 5.7 (42.3)      | 10.7 (51.3)     | 15.5 (59.9)     | 18.8 (65.8)     | 22.6 (72.7)     | 24.0 (75.2)     | 20.6 (69.1)     | 15.1 (59.2)     | 9.7 (49.5)      | 4.7 (40.5)      | 12.7 (54.9)     |
| 일평균 최저 기온 °C (°F)                                     | −3.0 (26.6)     | −2.7 (27.1)     | 0.1 (32.2)      | 5.0 (41.0)      | 9.9 (49.8)      | 14.6 (58.3)     | 19.1 (66.4)     | 20.3 (68.5)     | 16.5 (61.7)     | 10.0 (50.0)     | 3.7 (38.7)      | −0.7 (30.7)     | 7.7 (45.9)      |
| 역대 최저 기온 °C (°F)                                       | −11.9 (10.6)    | −12.4 (9.7)     | −8.0 (17.6)     | −4.7 (23.5)     | −1.1 (30.0)     | 4.6 (40.3)      | 9.9 (49.8)      | 10.2 (50.4)     | 5.5 (41.9)      | −1.6 (29.1)     | −5.6 (21.9)     | −11.2 (11.8)    | −12.4 (9.7)     |
| 평균 강수량 mm (인치)                                        | 59.0 (2.32)     | 45.6 (1.80)     | 94.5 (3.72)     | 119.6 (4.71)    | 125.8 (4.95)    | 156.3 (6.15)    | 193.4 (7.61)    | 163.4 (6.43)    | 238.2 (9.38)    | 225.9 (8.89)    | 71.1 (2.80)     | 44.2 (1.74)     | 1,539.7 (60.62) |
| 평균 강수일수 (≥ 1.0 mm)                                     | 4.7             | 5.0             | 7.9             | 9.2             | 10.0            | 12.8            | 14.3            | 11.0            | 12.8            | 9.6             | 6.3             | 5.0             | 108.6           |
| 평균 월간 일조시간                                           | 170.5           | 171.7           | 183.0           | 186.6           | 194.3           | 145.8           | 136.7           | 164.6           | 126.8           | 137.3           | 152.6           | 159.1           | 1,926.1         |
| 출처: 일본 기상청 (평년값: 1991년~2020년, 극값: 1976년~현재) |                 |                 |                 |                 |                 |                 |                 |                 |                 |                 |                 |                 |                 |

## 교통

### 철도
- 동일본 여객철도 조반선

### 도로
- 조반 자동차도
- 국도 6호선
- 국도 114호선
- 국도 399호선(일본어판)
- 국도 459호선